# Gbofe
 (mai 2014).
Le Gbofe est à la fois une trompe traversière et les musiques, chants et danses associés pratiqués principalement dans le village d'Afounkaha, au sein de la communauté Tagbana de Côte d'Ivoire. « Le Gbofe d’Afounkaha – la musique des trompes traversières de la communauté Tagbana » a été inscrit en 2008 par l'UNESCO sur 
la liste représentative du patrimoine culturel immatériel de l’humanité.

## Description
Le Gbofe se pratique principalement dans le village d’Afounkaha, au sein de la communauté Tagbana. Le terme Gbofe désigne à la fois l’instrument, la trompe traversière, et les musiques, les chants et les danses qui y sont associés.  
Les trompes Gbofé constituent un ensemble de six instruments de musique appelés trompes traversières. L'ensemble qu'il constitue se nomme Gbofé; ils sont fabriqués dans la racine d'un arbre.  

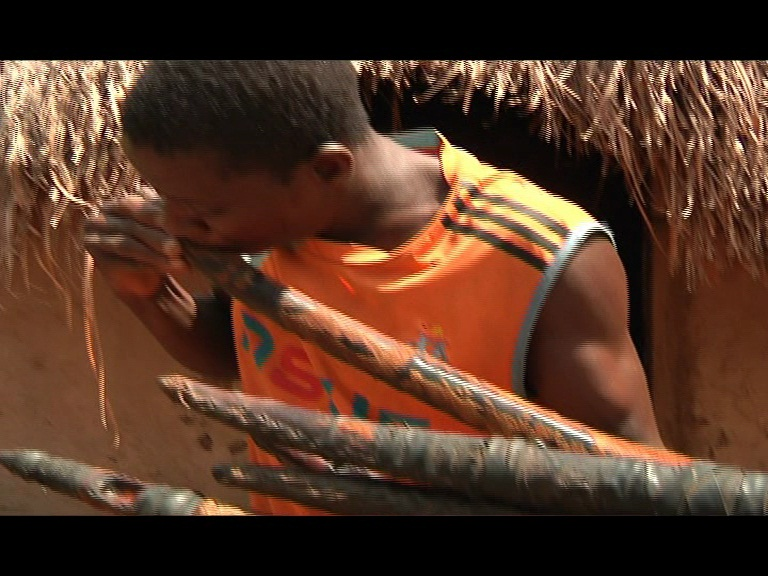
accordement des trompes

Outre les trompes Gbofé de Côte d'Ivoire, les trompes africaines sont faites :
- en bois ;
- en fer ;
- en bronze ;
- en ivoire ;
- en terre cuite.

## Musique

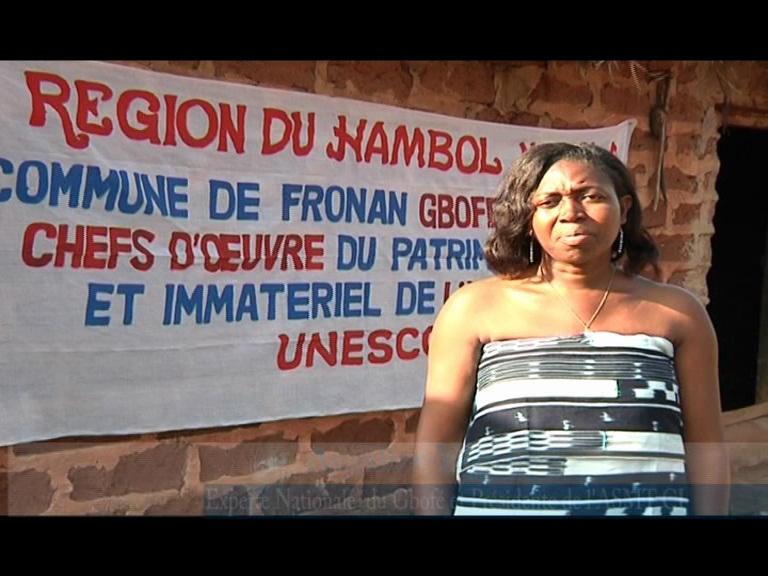
Cérémonie de sensibilisation sur la nécessité de sauvegarde

Les trompes sont jouées  ou sonnées, par une formation  musicale comportant :
- des hommes qui jouent, ou font sonner les trompes ;
- des femmes qui chantent en dansant ;
- des tambourinaires (au nombre de deux) qui rythment le Gbofé ;
- des danseurs dont le nombre varie entre 1 et 10.

Tous ces musiciens sont des nobles, ils ont un rang social élevé (celui de la noblesse souvent royale) contrairement à d'autres musiciens de certaines musiques et danses exécutées. Car, ils sont soit  prince ou princesse, fils ou filles de chef de guerriers, musicien de haute renommée, grand cultivateur, grand et riche commençant, grand et créatif ferronnier, grand artisan de renommée régionale etc.

## Circonstances de jeu des trompes
Les trompes se jouaient jadis pour fortifier le guerrier qui allait défendre sa patrie de l'attaque des ennemis ou pour accueillir et fêter le roi accompagné de ses guerriers, de retour d'une bataille, d'une guerre remportée sur les ennemis.
Aujourd'hui, les musiques de trompes de Côte d'Ivoire et d'Afrique sont jouées pour :
- l'accueil d'une haute personnalité : Roi, Reine, chef d'État, personnages distingués ;
- les mariages ;
- les grandes fêtes de réjouissance ;
- le baptême des enfants des détenteurs du savoir, ou d'un noble n'appartenant pas à la famille des joueurs de trompes ;
- les décès de hautes personnalités...

## Association locale participant a sa sauvegarde
L’Association pour la Sauvegarde des Musiques des Trompes Traversières  de Côte d’Ivoire (ASMT-CI) est une organisation non gouvernementale composée de détenteurs, praticiens et sympathisants. Sa mission est d’œuvrer sous la tutelle des ministères de la Culture, de la Francophonie, de l’Éducation Nationale et de l’Enseignement Technique à la sauvegarde et la pérennisation du Gbofé.
Cette association est mise sur pied conformément à l’arrêté interministériel N° 091/MEN/CAB/MCF du 10 SEPT 2004 portant création de l’ASMT-CI et nomination de l’expert national du Gbofé et présidente de ladite association Yegnan Touré G Angeline (lauréate du prix pour le compte de la Côte d’Ivoire)
Cette association se propose d'aider :
- à l’identification de la culture traditionnelle et populaire liée aux musiques des Trompes Traversières de Côte d’Ivoire ;
- à la conservation de cette forme d’expression culturelle ;
- à la préservation de cette forme ;
- à la diffusion de cette forme ;
- à la protection de cette forme ;
- à la transmission de cette forme aux jeunes générations[4].